# Dendrochernes instabilis
Espèce
Synonymes
- Pachycheirus instabilis Chamberlin, 1934

Dendrochernes instabilis est une espèce de pseudoscorpions de la famille des Chernetidae.

## Distribution
Cette espèce est endémique du Montana aux États-Unis. Elle se rencontre vers Sula et Florence dans le comté de Ravalli.

## Description
La femelle holotype mesure 2,8 mm.

## Publication originale
- Chamberlin, 1934 : On two species of false scorpions collected by birds in Montana, with notes on the genus Dinocheirus (Arachnida - Chelonethida). Pan-Pacific Entomologist, vol. 10, p. 125-132 (texte intégral).